# Taytalura
Taytalura alcoberi — схожий на ящірку тріасовий лепідозавроморф з Аргентини. Голотипом є тривимірно збережений череп.
Мікрокомп'ютерна томографія цього черепа розкриває подробиці походження черепа лепідозаврів від ранніх діапсидів, що свідчить про те, що деякі риси, традиційно пов’язані зі сфенодонтами, насправді виникли значно раніше в еволюції лепідозавроморфів. 

## Етимологія
Tayta — «батько» з мови кечуа, lura — «ящірка» з мови какан. Видовим епітетом вшановано до О. Алкобера (англ. O. Alcober) за його постійний внесок у пізньотріасову палеонтологію. 